# Turystyka kultury wysokiej

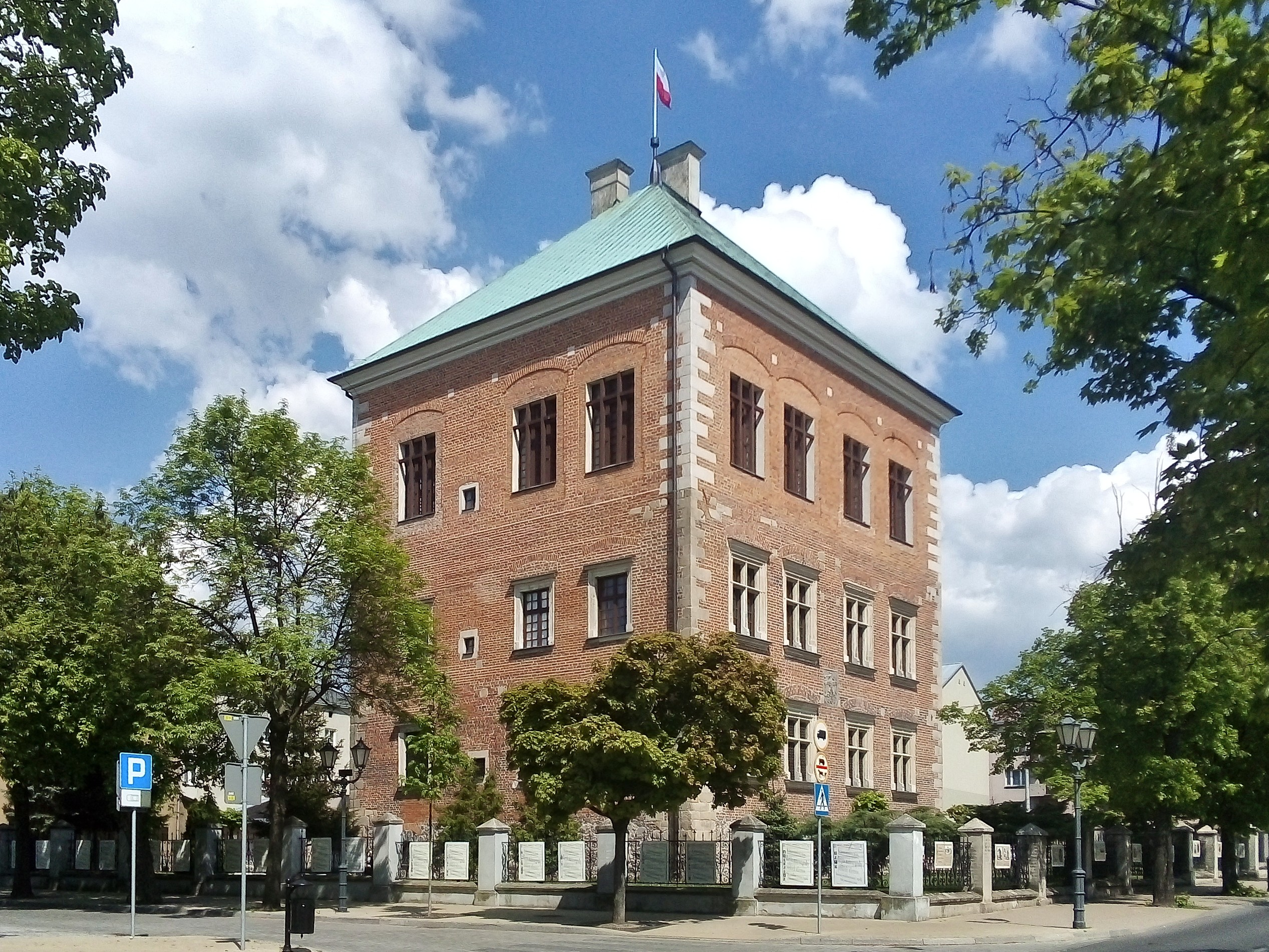
Zamek Królewski w Piotrkowie Trybunalskim, obecnie muzeum

Turystyka kultury wysokiej – rodzaj podróży elitarnej, który realizuje cel spotkania uczestników z obiektami uznanego światowego czy narodowego dziedzictwa kulturowego lub z obiektami, zbiorami, dziełami, czy wydarzeniami kultury wysokiej. Ze względu na wymaganie szerokiej wiedzy lub specyficznych zainteresowań kulturowych, oferta podróży tego typu skierowana jest raczej dla osób o wysokim poziomie wykształcenia lub aspirujących do takiego poziomu.
Turystyka kultury wysokiej dzieli się na:
- turystyka dziedzictwa kulturowego
- turystyka muzealna
- turystyka literacka
- turystyka eventowa kultury wysokiej